# Incidente del oso pardo en Sankebetsu

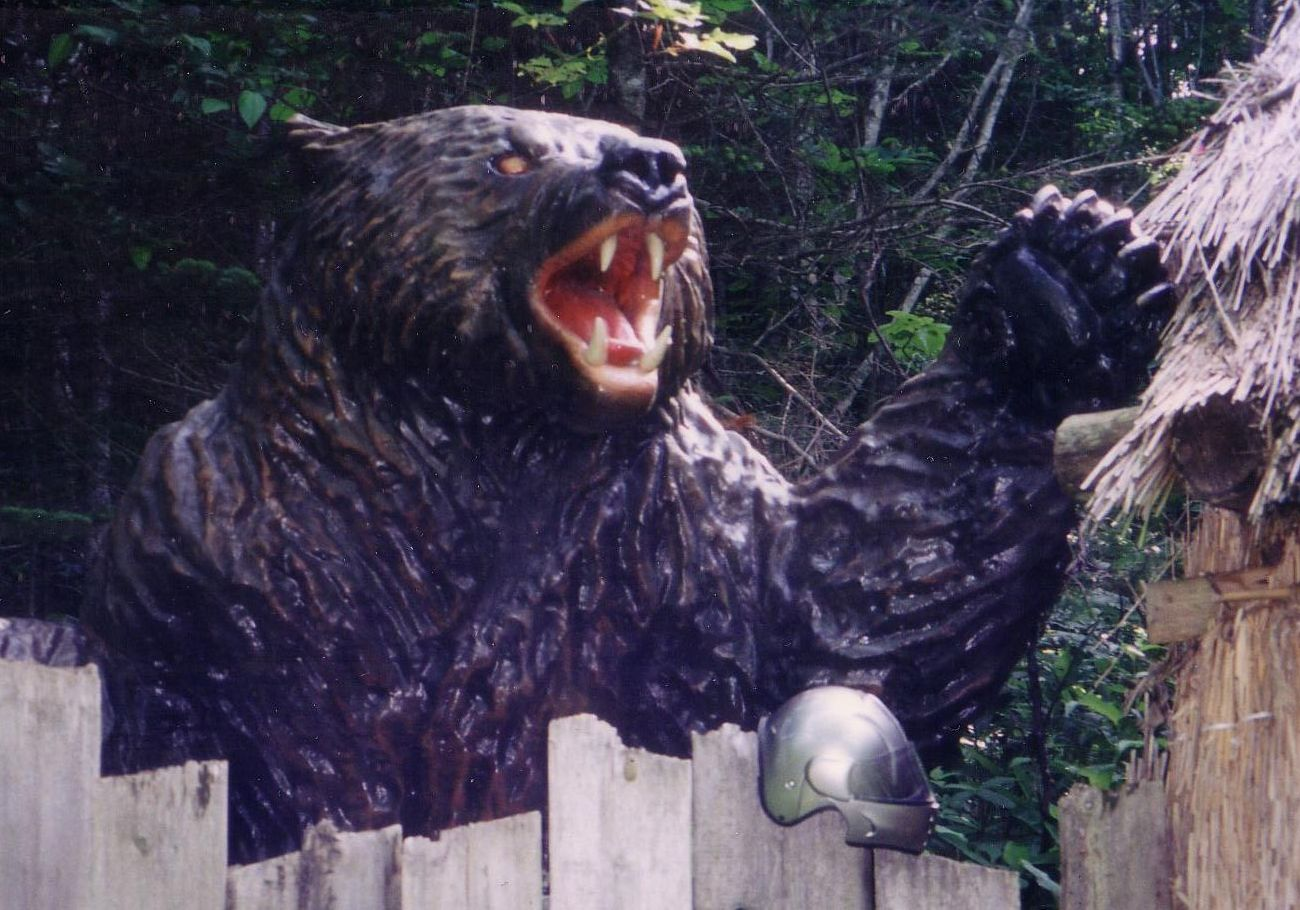
Una réplica de "Kesagake" (袈裟懸け). Una nota en el casco para indicar la escala.

El incidente del oso pardo en Sankebetsu (三毛別羆事件 Sankebetsu higuma jiken?), también conocido como El ataque del oso de Rokusensawa (六線沢熊害事件 Rokusensawa yūgai jiken?) o el Incidente del oso pardo de Tomamae (苫前羆事件 Tomamae higuma jiken?), fue el peor ataque de un oso en la historia de Japón, matando a siete ciudadanos en Rokusensawa, Sankebetsu, Tomamae y Rumoi, en la isla de Hokkaidō.
El incidente tuvo lugar entre el 9 y 14 de diciembre de 1915, después de que un gran oso pardo despertara de su hibernación y atacara repentinamente varias casas de la zona.
Después de que el oso fuera cazado el 14 de diciembre de ese año, se descubre que pesaba 340 kg (749 lbs) y medía 2,7 m (8,85 ft) de alto.
Hoy, todavía hay un santuario en Rokusensawa, donde el evento tuvo lugar en memoria de las víctimas del incidente.